# Готье IV де Бриенн
Готье IV Великий (фр. Gauthier IV le Grand de Brienne; 1205 — 18 октября 1244/1247) — граф де Бриенн с 1205 года, граф Яффы и Аскалона с 1221 года.

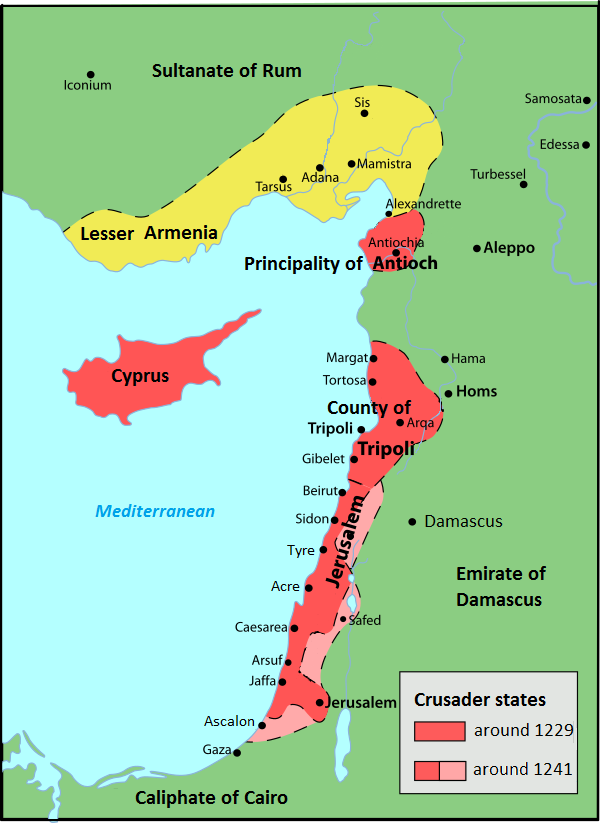
Завоевания крестоносцев в ходе Крестового похода 1239—1241 гг. (светлым цветом)

Сын Готье III де Бриенна, умершего в 1205 году в сицилийской тюрьме. Родился уже после смерти отца. Принадлежавшие тому княжество Таранто и графство Лечче были конфискованы, и из всего родительского наследства Готье IV получил только владения в Шампани — графство Бриенн.
В подростковом возрасте отправился в Палестину, к дяде — иерусалимскому королю Жану де Бриенну. В 1221 году тот пожаловал племяннику графство Яффа и Аскалон, и в 1233 году устроил его брак с Марией де Лузиньян (1215—1252/1254), дочерью кипрского короля Гуго I.
В 1239—1241 годах Готье IV участвовал в Крестовом походе баронов, в ходе которого путём переговоров удалось восстановить власть крестоносцев в Аскалоне, ранее захваченном арабами.
В 1244 году он командовал армией крестоносцев в войне с Салехом Айюбом. Вопреки совету своего сирийского союзника — эмира Хомса Мансура, предлагавшего укрепить лагерь и ждать отхода хорезмийцев, Готье IV начал наступление. В результате в битве при Ла Форби палестинско-сирийская армия потерпела жестокое поражение и была практически полностью уничтожена. Готье IV попал в плен. Вскоре хорезмийцы выдали его султану Египта.
Готье IV был убит в Каире 18 октября 1244/1247 года. Существует несколько версий его смерти: казнён после пыток; с согласия султана убит торговцами, караваны которых он грабил; удавлен охранниками эмира в результате ссоры во время игры в шахматы.
Ему наследовал старший сын — Жан, умерший бездетным (1260/1261). Младший сын, Гуго, поселился в Южной Италии. Король Карл I Анжуйский в 1269 году вернул ему графство Лечче, когда-то принадлежавшее его деду.